# NGC 5619C
NGC 5619C este o galaxie situată în constelația Fecioara. A fost descoperită în  de către John Herschel.